# مارسيلو زالايتا
مارسيلو زالايتا (بالإسبانية: Marcelo Zalayeta)، من مواليد 5 ديسمبر 1978، لاعب كرة قدم من أورغواي، ويلعب مع نادي يوفنتوس الإيطالي.
بدأ زالايتا مسيرته الكروية في عام 1996 في نادي دانوبيو، ولعب معه 32 مباراة وسجل 12 هدف، وفي عام 1997 انتقل إلى نادي بينارول ولعب له 32 مباراة وسجل 13 هدف، وفي موسم 1997/1998 انتقل إلى نادي يوفنتوس الإيطالي، وأعير في موسم 1998/1999 إلى نادي إيمبولي، ولعب معهم 17 مباراة وسجل هدفين، وفي عام 1999 أعير إلى نادي أشبيلية الإسباني، ولعب لهم لمدة موسمين وشارك في 50 مباراة وسجل 10 أهداف، وفي يناير 2004 أعير إلى نادي بيروجيا الإيطالي، ولعب معهم 5 مباريات ولم يسجل أي هدف، وهو الآن يلعب مع نادي يوفنتوس الإيطالي.

## روابط خارجية
- مارسيلو زالايتا على موقع الاتحاد الدولي (مؤرشف)  (الإنجليزية)
- مارسيلو زالايتا على موقع اتحاد تركيا (لاعب) (الإنجليزية)
- مارسيلو زالايتا على موقع قاعدة بيانات كرة القدم.إي يو (الإنجليزية)
- مارسيلو زالايتا على موقع ناشيونال فوتبول تيمز (الإنجليزية)
- مارسيلو زالايتا على موقع Soccerbase.com (لاعب) (الإنجليزية)
- مارسيلو زالايتا على موقع Soccerway.com (الإنجليزية)
- مارسيلو زالايتا على موقع عالم كرة القدم.نت (الإنجليزية)
- مارسيلو زالايتا على موقع كووورة
- مارسيلو زالايتا على موقع GSA (الإنجليزية)